# 廃炉
廃炉（はいろ）とは、製鉄所や原子力発電所等において、必要なくなった炉を停止させて炉と関連する設備を解体すること、あるいは危険がない程度に整理し、その状態のまま放棄することである。原子炉に関しては専門的・法的には「廃止措置（はいしそち、Decomissioning）」の語を用いる。
廃止の理由としては、設備の老朽化により安全性に問題が生じる場合と、単純な不採算による事業の中止や、建て替えによって将来の維持費が安くつくなどの経済性によるものがある。コストを抑えるために廃炉に準じた長期休止の措置を行う場合もあるが、これは廃炉とは呼ばない。この場合、老朽化を防ぐため、設備の一部のみを解体して密閉するモスボールを行うことがある。

## 廃炉時の流れと措置
炉を廃炉とするときは、炉の停止日・炉の解体の開始日・設備を解体する順序を決めることから始める。その計画書を炉を所管する官庁に提出し、認可を得る。また、廃炉に踏み切る場合は、炉を止める作業（製鉄なら高炉の消火、原子炉なら制御棒を挿入する作業）を始めに行う。

### おおよその流れ
1. 廃炉の手順の計画
2. 炉の停止
3. 解体準備作業
4. 炉に関係のない設備の解体
5. 炉に関係のある設備・機器の解体
6. 炉の解体
7. 炉があった建物の解体

ただし、人体に害が及ばない場合、作業を並行して行うことがある。
原子炉の場合は、これは解体撤去方式のものであり、後述にもあるようにさまざまな廃炉方式がある。

## 原子炉の廃炉

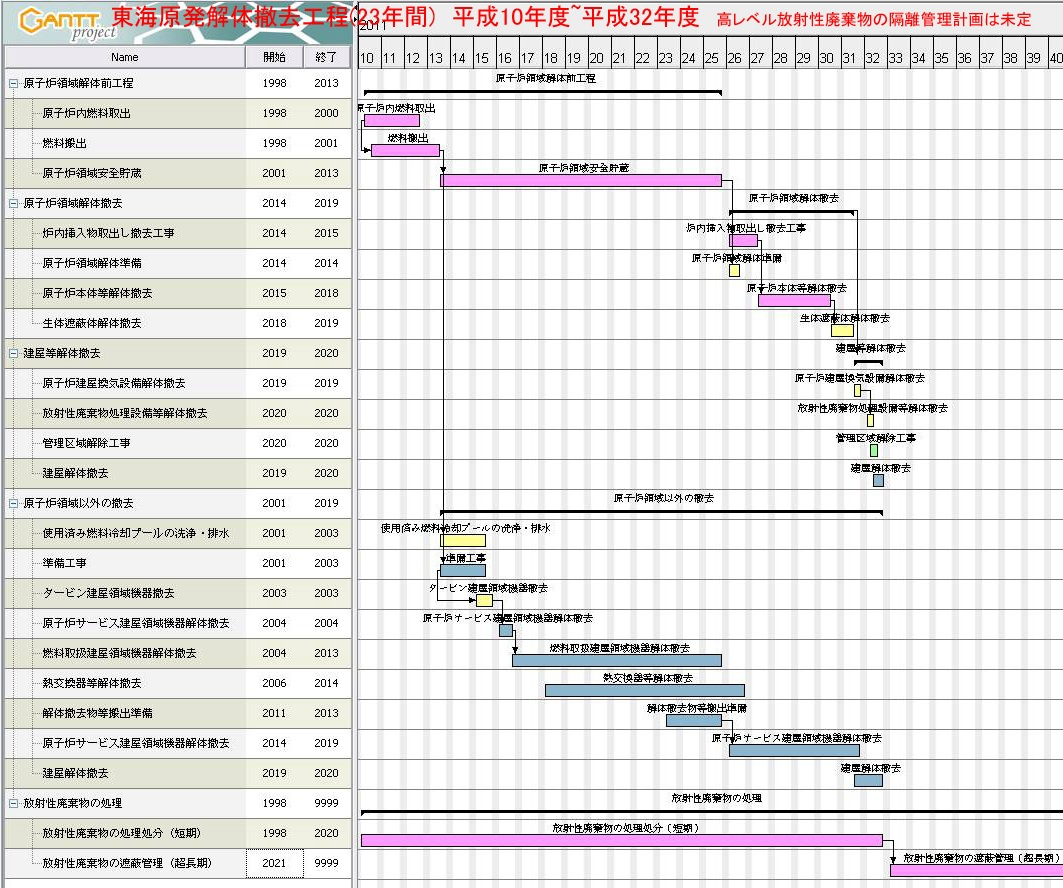
東海原発の廃止解体工程

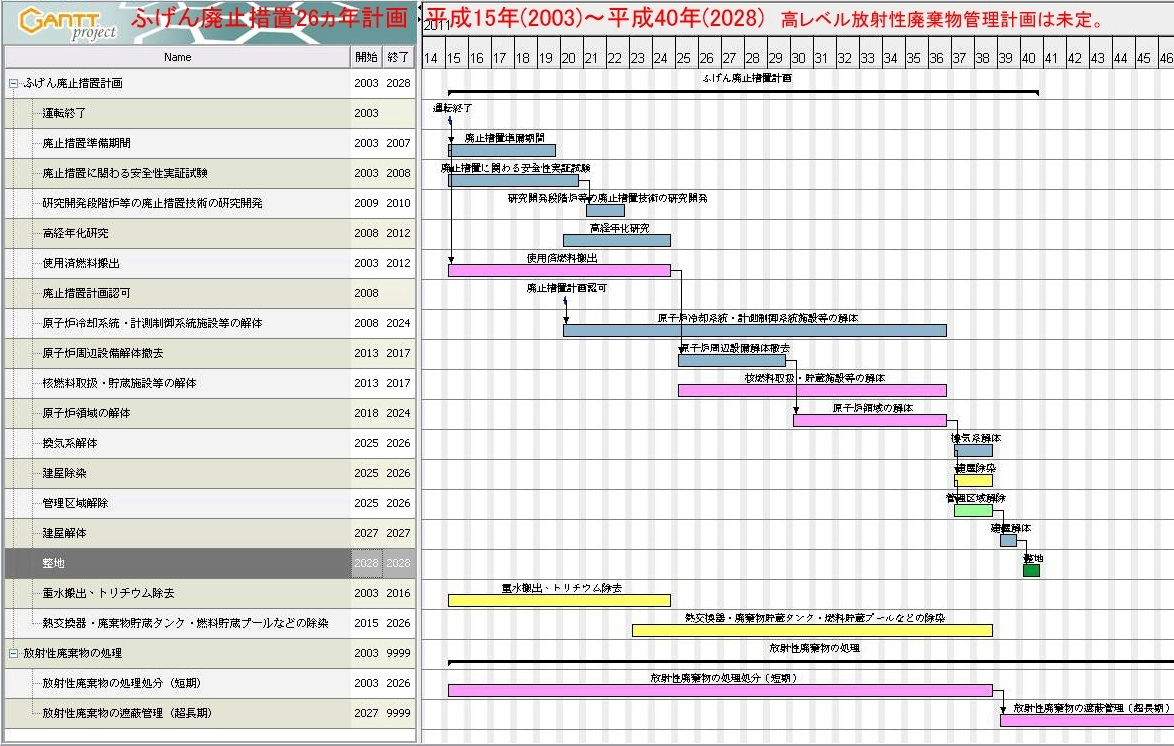
ふげん廃炉計画

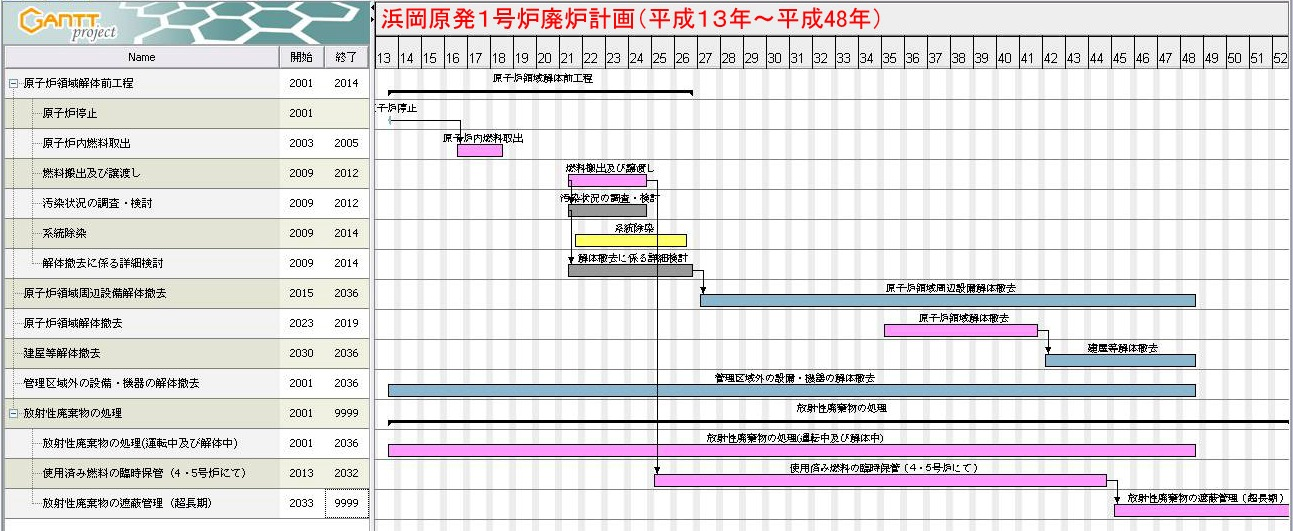
浜岡原発(第一炉)廃棄計画

原子炉の場合は、制御棒の挿入後の数時間は蒸気が発生し、原子力発電所自体の稼働は続いており、核燃料の冷却も6ヶ月から3年ほどかかるため、実際の廃炉作業は約3年後から始まる。また、使用済み核燃料の運び出しとの兼ね合いも考慮しなければならない。
東海発電所の場合は1998年3月に運転終了し廃止・解体作業（23年間）を開始、原子炉領域の解体撤去は16年後の2014年から6年間で完了する予定になっている。

### 問題点
20世紀半ばから建設された原子力発電所では数十年の運転を終え廃炉となる原子炉が増えてきたが、建設当時の設計図が無く解体作業用ロボットが作成できない、そもそも廃炉を前提とした造りではない等で作業に大きな支障が出てきている。火力発電所であればボイラーなどに立入って確認でき、さらに直接解体できるが、原子炉では長年の運転により放射化が激しくなかなか立入れない状態となっているため建設当時の設計図が必要。1970年〜80年代は設計図を保管する義務がなかった事から資料の劣化が激しく或いは散逸して問題に直結している原子炉もある（東海発電所）。
また数十年間の運転中に累積した大量の放射性廃棄物の処理に関しては恒久的な措置は未だ決まっていない。低レベルの放射性廃棄物に関しては処理後廃棄処分される予定であるが、高レベルの放射性廃棄物に関してはどこでどういう方法で隔離保管するかは未定である。この隔離保管期間は数百・数千から数万年と長期に渡る為、未来の地球上生命体への負の遺産の影響をできる限り低減させる必要がある。

### 原子炉の廃炉方法
IAEAが定義するところによると、廃炉方法は大きく分けて3種類あり、それぞれ
- 「完全密閉」
- 「遮蔽管理」
- 「解体撤去」

とされている。このほかにもさまざまな廃炉方式がある(例：完全密閉方式と遮蔽管理方式の組み合わせる方法、原子炉を直接改良更新する方法等)

## 関連法令とその関係

### ボイラー
火力を扱うボイラーなどの解体は、ボイラー及び圧力容器安全規則に則り、所轄都道府県労働局長に報告し、検査を受ける。また、解体に入る場合は、コンクリート物解体、ボイラー技士など、それぞれに精通した技術者を置く。

### 原子炉
アメリカでは、原子力法によって管理される。日本では原子炉等規制法などによる。

## 原子炉廃炉の例

### 日本国内（実用商業炉）
※国内では、商業発電用の原子炉の廃炉が完了した例はない。
| 事業者         | 原子炉                     | 原子炉型式             | 営業運転開始   | 運転終了       | 廃止措置認可   | 廃炉終了             |
| -------------- | -------------------------- | ---------------------- | -------------- | -------------- | -------------- | -------------------- |
| 日本原子力発電 | 東海発電所                 | 黒鉛減速炭酸ガス冷却炉 | 1966年7月25日  | 1998年3月31日  | 2006年6月30日  | 2035年（予定）       |
| 日本原子力発電 | 敦賀発電所 1号炉           | 沸騰水型軽水炉         | 1970年3月14日  | 2015年4月27日  | 2017年4月19日  | 2040年（予定）       |
| 東北電力       | 女川原子力発電所 1号炉     | 加圧水型軽水炉         | 1984年6月1日   | 2018年12月21日 | 2020年3月18日  | 2053年（予定）       |
| 東京電力       | 福島第一原子力発電所 1号炉 | 沸騰水型軽水炉         | 1971年3月26日  | 2011年3月11日  | 2012年4月19日  | 2040～50年代（予定） |
| 東京電力       | 福島第一原子力発電所 2号炉 | 沸騰水型軽水炉         | 1974年7月18日  | 2011年3月11日  | 2012年4月19日  | 2040～50年代（予定） |
| 東京電力       | 福島第一原子力発電所 3号炉 | 沸騰水型軽水炉         | 1976年3月27日  | 2011年3月11日  | 2012年4月19日  | 2040～50年代（予定） |
| 東京電力       | 福島第一原子力発電所 4号炉 | 沸騰水型軽水炉         | 1978年10月12日 | 2011年3月11日  | 2012年4月19日  | 2040～50年代（予定） |
| 東京電力       | 福島第一原子力発電所 5号炉 | 沸騰水型軽水炉         | 1978年4月18日  | 2011年3月11日  | 2014年1月31日  | 2040～50年代（予定） |
| 東京電力       | 福島第一原子力発電所 6号炉 | 沸騰水型軽水炉         | 1979年10月24日 | 2011年3月11日  | 2014年1月31日  | 2040～50年代（予定） |
| 東京電力       | 福島第二原子力発電所 1号炉 | 沸騰水型軽水炉         | 1982年4月20日  | 2019年9月30日  | 2021年4月28日  | 2064年（予定）       |
| 東京電力       | 福島第二原子力発電所 2号炉 | 沸騰水型軽水炉         | 1984年2月3日   | 2019年9月30日  | 2021年4月28日  | 2064年（予定）       |
| 東京電力       | 福島第二原子力発電所 3号炉 | 沸騰水型軽水炉         | 1985年6月21日  | 2019年9月30日  | 2021年4月28日  | 2064年（予定）       |
| 東京電力       | 福島第二原子力発電所 4号炉 | 沸騰水型軽水炉         | 1987年8月25日  | 2019年9月30日  | 2021年4月28日  | 2064年（予定）       |
| 中部電力       | 浜岡原子力発電所 1号炉     | 沸騰水型軽水炉         | 1976年3月17日  | 2009年1月30日  | 2009年11月18日 | 2040年代前半（予定） |
| 中部電力       | 浜岡原子力発電所 2号炉     | 沸騰水型軽水炉         | 1978年11月29日 | 2009年1月30日  | 2009年11月18日 | 2040年代前半（予定） |
| 関西電力       | 美浜発電所 1号炉           | 加圧水型軽水炉         | 1970年11月28日 | 2015年3月17日  | 2017年4月19日  | 2045年（予定）       |
| 関西電力       | 美浜発電所 2号炉           | 加圧水型軽水炉         | 1972年7月25日  | 2015年3月17日  | 2017年4月19日  | 2045年（予定）       |
| 関西電力       | 大飯発電所 1号炉           | 加圧水型軽水炉         | 1979年3月27日  | 2018年3月1日   | 2019年12月11日 | 2048年（予定）       |
| 関西電力       | 大飯発電所 2号炉           | 加圧水型軽水炉         | 1979年12月5日  | 2018年3月1日   | 2019年12月11日 | 2048年（予定）       |
| 中国電力       | 島根原子力発電所 1号炉     | 沸騰水型軽水炉         | 1974年3月29日  | 2015年4月30日  | 2017年4月19日  | 2049年（予定）       |
| 四国電力       | 伊方原子力発電所 1号炉     | 加圧水型軽水炉         | 1977年9月30日  | 2016年5月10日  | 2017年6月28日  | 2056年（予定）       |
| 四国電力       | 伊方原子力発電所 2号炉     | 加圧水型軽水炉         | 1982年3月19日  | 2018年5月23日  | 2020年10月7日  | 2059年（予定）       |
| 九州電力       | 玄海原子力発電所 1号炉     | 加圧水型軽水炉         | 1975年10月15日 | 2015年4月27日  | 2017年4月19日  | 2054年（予定）       |
| 九州電力       | 玄海原子力発電所 2号炉     | 沸騰水型軽水炉         | 1981年3月30日  | 2019年4月9日   | 2020年3月18日  | 2054年（予定）       |

### 日本国内（研究開発段階発電用原子炉）
| 事業者                                  | 原子炉   | 種別                              | 初臨界        | 運転終了  | 廃止措置認可  | 廃炉終了         |
| --------------------------------------- | -------- | --------------------------------- | ------------- | --------- | ------------- | ---------------- |
| 国立研究開発法人 日本原子力研究開発機構 | ふげん   | 新型転換炉                        | 1978年3月20日 | 2003年3月 | 2008年2月12日 | 2040年度（予定） |
| 国立研究開発法人 日本原子力研究開発機構 | もんじゅ | ナトリウム冷却型高速増殖炉（FBR） | 1994年4月5日  | 2010年8月 | 2018年3月28日 | 2047年度（予定） |

### 日本国内（試験研究用等炉）
| 事業者                                                       | 原子炉                        | 種別                                     | 運転開始/初臨界 | 運転終了   | 廃止措置認可   | 現状                                                                   |
| ------------------------------------------------------------ | ----------------------------- | ---------------------------------------- | --------------- | ---------- | -------------- | ---------------------------------------------------------------------- |
| 日本原子力研究所                                             | JPDR                          | 沸騰水型軽水炉                           | 1963年10月      | 1976年3月  | 2002年10月     | 解体撤去済（1996年3月）                                                |
| 日本原子力研究所                                             | JRR-1                         | ウォーターボイラー型                     | 1957年8月       | 1968年9月  | 2003年7月      | 原子炉施設撤去撤去済（1970年3月） 原子炉本体は保存（JRR-1 記念展示館） |
| 国立研究開発法人 日本原子力研究開発機構 原子力科学研究所     | JRR-2                         | 重水減速冷却型                           | 1960年          | 1996年12月 | 2006年11月06日 | 廃炉措置中                                                             |
| 国立研究開発法人 日本原子力研究開発機構 原子力科学研究所     | JRR-4                         | 濃縮ウラン軽水減速冷却スイミングプール型 | 1965年1月28日   | 2010年12月 | 2017年06月07日 | 廃炉措置中                                                             |
| 国立研究開発法人 日本原子力研究開発機構 原子力科学研究所     | TRACY                         | 過渡臨界実験装置                         | 1997年12月997   | 2011年3月  | 2017年06月07日 | 廃炉措置中                                                             |
| 国立研究開発法人 日本原子力研究開発機構 原子力科学研究所     | TCA                           | 軽水臨界実験装置                         | 1962年8月23日   | 2010年11月 | 2021年03月17日 | 廃炉措置中                                                             |
| 国立研究開発法人 日本原子力研究開発機構 原子力科学研究所     | FCA                           | 高速炉臨界実験装置                       | 1967年4月29日   | 2011年3月  | 2021年09月29日 | 廃炉措置中                                                             |
| 国立研究開発法人 日本原子力研究開発機構 大洗原子力工学研究所 | DCA                           | 重水臨界実験装置                         |                 | 2001年9月  | 2016年05月12日 | 廃炉措置中                                                             |
| 国立研究開発法人 日本原子力研究開発機構 大洗原子力工学研究所 | JMTR                          | 材料試験炉                               |                 | 2006年8月  | 2019年09月18日 | 廃炉措置中                                                             |
| 国立研究開発法人 日本原子力研究開発機構 青森研究開発センター | 原子力船 むつ                 | 加圧水型軽水炉                           | 1974年8月28日   | 1992年2月  | 2006年10月20日 | 廃炉措置中                                                             |
| 国立大学法人 東京大学大学院                                  | 東京大学原子炉（弥生）        | 高速中性子源炉                           | 1971年4月       | 2011年3月  | 2012年08月24日 | 廃炉措置中                                                             |
| 学校法人立教学院 立教大学原子力研究所                        | 立教大学炉                    | スイミングプール型（TRIGA-II）           | 1961年          | 2001年     | 2007年06月01日 | 廃炉措置中                                                             |
| 学校法人五島育英会 東京都市大学原子力研究所                  | 東京都市大学炉                | スイミングプール型（TRIGA-II）           | 1963年          | 1989年12月 | 2007年06月05日 | 廃炉措置中                                                             |
| 日立製作所                                                   | 日立教育訓練用原子炉（HTR）   | 濃縮ウラン軽水減速冷却型                 | 1961年          | 1975年     | 2007年04月20日 | 廃炉措置中                                                             |
| 東芝 原子力技術研究所                                        | 東芝臨界実験装置（NCA）       | 臨界実験装置                             | 1963年          | 2013年12月 | 2021年04月28日 | 廃炉措置中                                                             |
| 東芝エネルギーシステムズ 研究炉管理センター                  | 東芝教育訓練用原子炉（TTR-1） | 教育訓練用原子炉                         | 1962年12月      | 2001年3月  | 2007年05月22日 | 廃炉措置中                                                             |

JRR-3： 一括撤去し熱出力を上げた現在の炉(JRR-3M)に置き換えた。

### 日本国外
| 国             | 閉鎖原子炉 | 廃止措置中 | 廃止措置終了 |
| -------------- | ---------- | ---------- | ------------ |
| アメリカ合衆国 | 41         | 24         | 17           |
| イギリス       | 36         | 36         | 0            |
| ドイツ         | 36         | 33         | 3            |
| 日本           | 27         | 26         | 1            |
| フランス       | 14         | 14         | 0            |
| ロシア         | 11         | 11         | 0            |
| カナダ         | 8          | 8          | 0            |
| スウェーデン   | 7          | 7          | 0            |
| 台湾           | 5          | 5          | 0            |
| イタリア       | 4          | 4          | 0            |
| ウクライナ     | 4          | 4          | 0            |
| ブルガリア     | 4          | 4          | 0            |
| ベルギー       | 4          | 4          | 0            |
| スロバキア     | 3          | 3          | 0            |
| スペイン       | 3          | 3          | 0            |
| リトアニア     | 2          | 2          | 0            |
| 韓国           | 2          | 2          | 0            |
| スイス         | 2          | 2          | 0            |
| アルメニア     | 1          | 1          | 0            |
| オランダ       | 1          | 1          | 0            |
| カザフスタン   | 1          | 1          | 0            |
| パキスタン     | 1          | 1          | 0            |

| 事業者         | 原子炉                           | 原子炉型式                     | 営業運転開始   | 運転終了       | 現状                                       |
| -------------- | -------------------------------- | ------------------------------ | -------------- | -------------- | ------------------------------------------ |
| アメリカ合衆国 | シッピングポート原子力発電所     | 加圧水型原子炉                 | 1958年5月26日  | 1982年10月1日  | サイト解放 （1989.12）                     |
| アメリカ合衆国 | スリーマイル島原子力発電所2号炉  | 加圧水型原子炉                 | 1978年12月30日 | 1979年3月28日  | 廃止措置中                                 |
| ドイツ         | ニーダーライヒバッハ原子力発電所 | ガス冷却重水炉                 | 1973年1月1日   | 1974年7月31日  | サイト解放 （1994.8）                      |
| フランス       | スーパーフェニックス             | 高速増殖炉                     | 1986年12月1日  | 1998年12月31日 | 廃止措置中                                 |
| ロシア         | オブニンスク原子力発電所         | 黒鉛減速沸騰軽水圧力管型原子炉 | 1954年2月1日   | 2002年4月29日  | 廃止措置中 （安全貯蔵し 博物館として展示） |
| ウクライナ     | チェルノブイリ原子力発電所4号炉  | 黒鉛減速沸騰軽水圧力管型原子炉 | 1984年3月26日  | 1986年4月26日  | 廃止措置中                                 |

## 火力発電所や製鉄所の廃炉の例
- 横須賀火力発電所 - 1号機・2号機
- 千住火力発電所 - 全機
- 仙台火力発電所 - 1号機・2号機・3号機
- 新仙台火力発電所 - 2号機
- 伊豆韮山の反射炉
- 八幡製鐵所 - 東田高炉・八幡地区高炉